# Lost Within You
Lost Within You ist ein Jazzalbum von Franco Ambrosetti. Die 2020 in den New Yorker Sear Sound Studios entstandenen Aufnahmen erschienen am 29. Januar 2021 auf Unit Records.

## Hintergrund
Franco Ambrosetti wählte für das Album ausschließlich Balladen, u. a. von Benny Carter („People Time“), Horace Silver („Peace“), Miles Davis und Bill Evans („Flamenco Sketches“) und McCoy Tyner („You Taught My Heart to Sing“) aus; daneben  spielte er mit seinem Ensemble auch zwei eigene Stücke, zum einen die musikalische Liebeserklärung an seine Frau Silli („Silli in the Sky“), andererseits die Vertonung einer phantastischen Erzählung des argentinischen Schriftstellers Jorge Luis Borges, in der ein Mann träumt, er sei ein Schmetterling („Dreams of a Butterfly“). Auch Ambrosettis Begeisterung für den griechischen Poeten Konstantinos Kavafis flossen in den kreativen Prozess der Albumvorbereitung mit ein. Ihm gefielen Kavafis Gedanken, das Leben als eine Reise zu betrachten – mit unbekanntem Ziel, notierte Sarah Seidel im NDR.
Mit Ambrosetti spielten John Scofield (Gitarre), Renee Rosnes bzw. Uri Caine (Piano), Scott Colley (Kontrabass) und Jack DeJohnette (Schlagzeug); beim Eröffnungstitel „Peace“ spielte er Piano.

## Titelliste
- Franco Ambrosetti: Lost Within You (Unit Records UTR 4970)[2]

1. Peace (Horace Silver)
2. I’m Gonna Laugh You Right Outta My Life  (Cy Coleman, Joseph McCarthy)
3. Silli in the Sky (Ambrosetti)
4. Love Like Ours (Alan Bergman, Dave Grusin, Marilyn Bergman)
5. Dreams of a Butterfly (Ambrosetti)
6. Body and Soul (Edward Heyman, Frank Eyton, Johnny Green, Robert Sour)
7. People Time (Benny Carter)
8. Flamenco Sketches (Miles Davis, Bill Evans)
9. You Taught My Heart to Sing (McCoy Tyner)

## Rezeption
Nach Ansicht von Dan McClenaghan, der das Album zu den besten Alben des Jahres zählte, spiele Ambrosetti mit einer Band, die so seht All-Star-Band- sei, wie es nur geht, eine Handvoll bekannter Melodien mit leichtem Elan. Er schaffe exquisite Sounds, die in den Händen dieser Band völlig neu erscheinen.
Dan McClenaghan, der das Album in All About Jazz rezensierte, zeichnete es mit viereinhalb Sternen aus.
Ebenfalls in All About Jazz schrieb Doug Collette, eine All-Star-Band helfe Ambrosetti, eine sinnliche Stimmung zu zaubern, die im Laufe der mehr als siebzig Minuten dauernden Spielzeit des Albums immer intensiver werde. Wenn der Franco Ambrosetti im Verlauf von Lost Within You nicht gerade [häufig] auf sich aufmerksam mache, dann deshalb, weil er es nicht muss. Stattdessen sei die Wärme seines eigenen Spiels das wechselseitige Echo der Klänge, die von denen erzeugt werden, die ihn umgeben.
Der NDR markierte das Album als „Jazz-CD der Woche.“ Nach Ansicht von NDR-Mitarbeiterin Sarah Seidel ist Ambrosettis Flügelhorn mit seinem weichen Sound wie geschaffen für das intime Ambiente dieser klassischen Jazzsongs. Ambrosettis Aufnahmen zeugten mit großer Eleganz und Wärme von der Lässigkeit eines erfahrenen, weitgereisten Mannes von Welt.
Nach Ansicht von D. Considine, der dem Album im Down Beat lediglich drei Sterne verlieh, sei es nicht so, dass die Musik von einer nicht überfüllten Besetzung profitiere. Angesichts des Charmes seines Schlagzeugspiels, von der verspielten Samba hinter „Silli in the Sky“ bis hin zu seiner unterhaltenden Interpretation von „Body and Soul“, könnte das Album mehr DeJohnette vertragen. Ebenso seien John Scofields Soli immer einfühlsam und ausdrucksstark – warum gebe es also nur drei davon, fragt der Autor. Rosnes’ Mitwirkung sei ein echtes Plus, dank des rhythmischen Rucks, den ihre Soli geben. Aber trotz der üppigen Wärme seines Flügelhorns ist das, was Ambrosetti abliefere, meist nur Dampf, Linien, die sich durch die Akkordwechsel schlängeln, ohne etwas von Gewicht oder Substanz zu hinterlassen.